# مقبره حسن بن کیخسرو
آرامگاه حسن بن کیخسرو یا مقبره طاووس که به نام مقبره طاووس الحرمین  هم شناخته می‌شود، مربوط به سدهٔ ۸ ه‍.ق است و در ابرکوه واقع شده و این اثر در تاریخ ۹ مرداد ۱۳۱۲ با شمارهٔ ثبت ۱۹۶ به‌عنوان یکی از آثار ملی ایران به ثبت رسیده است.
این مقبره مدفن حسن بن کیخسرو و دخترش است که مربوط به دوران ایلخانی می‌شود. تا میانه سده کنونی بخشی از ساختمان آن ویران شده بود و از نظر آذین و نقاشی و دارا بودن سنگ‌نبشته‌های کوفی از بناهای بسیار زیبای دوره خود است. این بنادربرگیرنده یک ساختمان خشتی چهارگوش است که به شیوه بناهای ایلخانی ساخته شده است و گنبد آجری آن به بلندای ۲۵ متر است. روکش برونی گنبد کاشی فیروزه‌ای است درون گنبد دارای تزیینات گچبری، نقاشی گل و بوته و کتبیه‌های مختلف است.